# أندرو والتر
أندرو والتر (بالإنجليزية: Andrew Walter) (و. 1982  م) هو لاعب كرة قدم أمريكية، من الولايات المتحدة، ولد في سكوتسديل، هو عضوٌ في الحزب الجمهوري، يلعب كظهير ربعي.

## التعليم
تعلم في Grand Junction High School ‏.